# طفش (عين العرب)
طفش قرية سوريّة تتبع إداريّاً لمحافظة حلب منطقة عين العرب ناحية مركز عين العرب، بلغ تعداد سكانها 720 نسمة حسب التعداد السكاني لعام 2004.